# Alexandru Athanasiu
Alexandru Athanasiu (ur. 1 stycznia 1955 w Bukareszcie) – rumuński polityk i prawnik, wykładowca akademicki, minister, w grudniu 1999 pełniący obowiązki premiera Rumunii, były poseł i senator, w 2007 deputowany do Parlamentu Europejskiego.

## Życiorys
Ukończył studia prawnicze na Uniwersytecie w Bukareszcie. W 1989 obronił doktorat poświęcony sporom pracowniczym. Od 1978 do 1982 orzekał jako sędzia w Bukareszcie, następnie rozpoczął karierę naukową na macierzystej uczelni. W 1999 objął stanowisko profesora. Opublikował kilka książek, w tym monografię poświęconą zabezpieczeniu społecznemu.
Na początku lat 90. został działaczem Partii Sojuszu Obywatelskiego, w latach 1992–1996 zasiadał w Izbie Deputowanych. W 1996 przeszedł do Rumuńskiej Partii Socjaldemokratycznej, był jej przewodniczącym w okresie 1999–2001 i doprowadził do jej połączenia z drugim ugrupowaniem lewicowym w Partię Socjaldemokratyczną.
Wcześniej, w 1996, objął urząd ministra pracy w gabinecie Victora Ciorbei. Utrzymał go także w powołanym w 1998 rządzie Radu Vasile. Po dymisji tego ostatniego w grudniu 1999 przez kilka dni Alexandru Athanasiu pełnił obowiązki premiera. W latach 2000–2008 przez dwie kadencje był członkiem rumuńskiego Senatu. Od 2003 do 2004 ponownie wchodził w skład rządu (kierowanego przez Adriana Năstase) jako minister edukacji, odpowiadając też za badania naukowe.
Po przystąpieniu Rumunii do Unii Europejskiej 1 stycznia 2007 objął mandat eurodeputowanego jako przedstawiciel PSD w delegacji krajowej. Został członkiem grupy Partii Europejskich Socjalistów oraz Komisji Zatrudnienia i Spraw Socjalnych. Z PE odszedł 9 grudnia 2007, kiedy to w Europarlamencie zasiedli deputowani wybrani w wyborach powszechnych.

## Odznaczenia
- Kawaler Orderu Gwiazdy Rumunii (cywilny) (2002)[2]